# Out of My Limit
"Out of My Limit" é o single de estreia da banda australiana de pop rock 5 Seconds of Summer, contida em seu extended play Somewhere New (2012) e foi incluída na versão deluxe das lojas Target do primeiro álbum de estúdio da banda, 5 Seconds of Summer (2014). O single foi lançado somente na Austrália e na Nova Zelândia.
A canção ganhou conhecimento internacional, quando Niall Horan, da banda One Direction, postou um link do videoclipe em seu Twitter, em 27 de novembro de 2012.

## Videoclipe
O videoclipe oficial da canção foi lançado no dia 26 de novembro de 2012. O vídeo foi dirigido por Bryce Jepson.

## Histórico de lançamento
| País          | Data                   | Formato(s)       | Gravadora           |
| ------------- | ---------------------- | ---------------- | ------------------- |
| Austrália     | 19 de novembro de 2012 | Download digital | 5 Seconds of Summer |
| Nova Zelândia | 19 de novembro de 2012 | Download digital | 5 Seconds of Summer |